# Lavatoggio
Lavatoggio (in corso Lavatoghju) è un comune francese di 137 abitanti situato nel dipartimento dell'Alta Corsica nella regione della Corsica.

## Società

### Evoluzione demografica
Abitanti censiti